# Nyameko Barney Pityana

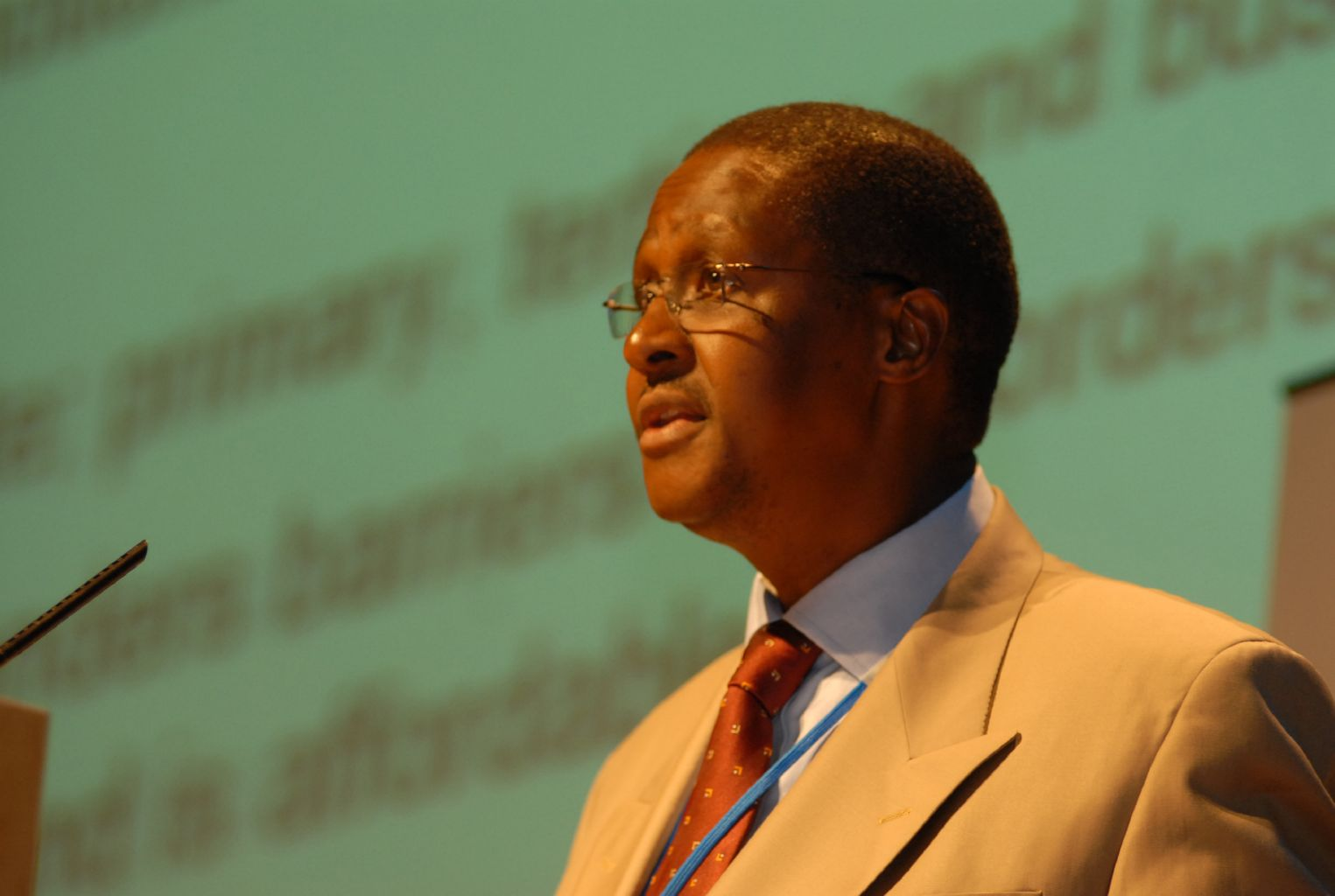
Nyameko Barney Pityana 2008

Nyameko Barney Pityana (* 7. August 1945 in Uitenhage) ist ein südafrikanischer Menschenrechtsanwalt und Theologe.

## Leben
Pityana besuchte mit Hilfe eines Stipendiums die Lovedale-Missionsschule bei Alice. Dort entwickelte er in der Oberstufe Interesse an Politik und trat der African National Congress Youth League bei, dem Jugendflügel des African National Congress. 1963 wurde er der Schule verwiesen, nachdem dort Afrikaans-sprechende Lehrer eingestellt worden waren, die für ein konservatives Klima sorgten und Pityana die Ungleichheit des Erziehungssystems gegenüber den Bantu sowie die Apartheid massiv kritisiert hatte. Nach seinem Schulabschluss mit dem Matric an der Newell High School in Port Elizabeth schrieb er sich 1966 am University College of Fort Hare ein. An dieser Hochschule verstärkte Pityana seine politischen Aktivitäten, insbesondere bei verschiedenen christlichen Organisationen. So war er Gründer des University Christian Movement und, zusammen mit Steve Biko, Mitbegründer der South African Students’ Organisation (SASO) und des Black Consciousness Movement. Aufgrund seines politischen Engagements wurde er 1969 relegiert.
Zwischen 1973 und 1978 lebte Pityana unter strenger Beobachtung durch die südafrikanische Apartheidsregierung, wurde mehrfach gebannt und schließlich des Landes verwiesen. Wegen eines Verstoßes gegen die Bannorder kam er für 18 Wochen in Haft. 1976 konnte er an der Universität von Südafrika den Bachelor of Laws machen, 1978 ging er ins Exil nach Großbritannien. Am King’s College London erwarb er 1981 den Honours Degree in Theologie. In Oxford ließ sich Pityana als anglikanischer Priester am Ripon Cuddesdon College ausbilden und wurde ordiniert. Er diente einige Jahre als Gemeindepfarrer in Milton Keynes und Birmingham.
Im Exil setzte Pityana sich gegen die Apartheid ein und übernahm eine führende Rolle bei der Organisation des internationalen Widerstandes. Von 1988 bis 1992 war er Vorsitzender des World Council of Churches’ Programme to Combat Racism in Genf. 1993 ging er nach Südafrika zurück, um seine Arbeiten auf den Gebieten der Theologie und Menschenrechte fortzusetzen, schließlich promovierte er an der Universität Kapstadt mit einem Ph.D. in Religious Studies (etwa: Theologie).
1995 wurde er zum Vorsitzenden der South African Human Rights Commission, der südafrikanischen Menschenrechtskommission, ernannt, 1997 zum Vorsitzenden der Africa Commission on Human and People’s Rights der Organisation für Afrikanische Einheit mit Sitz in Harare gewählt. 2001 wurde Pityana zum Vizekanzler der Universität von Südafrika gewählt, er übte das Amt von Anfang 2002 bis Ende 2010 aus. Seit 2005 war Pityana Vorsitzender der Higher Education South Africa (HESA, heute Universities South Africa, die Mitgliedsorganisation südafrikanischer Hochschulen).

## Auszeichnungen
- Ehrendoktor der Theologie des Trinity College Hartford, verliehen 1996
- Ehrendoktor der Rechtswissenschaft der Universidad de Buenos Aires, verliehen 1999
- Lebenslanges Mitglied der Psychology Society of South Africa seit 2000
- Tribute Achievers Award for Leadership, verliehen 2001
- Fellow des King’s College London seit 2002
- Ehrenhafte Erwähnung der UNESCO für Menschenrechte, 2002
- Grand Counsellor of the Order of the Baobab, verliehen 2006